# Viny Okouo
Viny Pierrot Marcel Okouo (Brazzaville, 10 aprile 1997) è un cestista della Repubblica del Congo di formazione spagnola.

## Palmarès
- Eurocup: 1

Malaga: 2016-17